# Andilla (kommun)
Andilla är en kommun i Spanien.   Den ligger i provinsen Província de València och regionen Valencia, i den östra delen av landet, 260 km öster om huvudstaden Madrid. Antalet invånare är 405.